# 가르브슈라르다베니흐센 지방

가르브슈라르다베니흐센 지방

가르브슈라르다베니흐센 지방(아랍어: الغرب شراردة بني حسين, 프랑스어: Gharb-Chrarda-Béni Hssen)은 모로코를 구성하던 16개 지방 가운데 하나로 모로코 북서부에 위치했다. 행정 중심지는 케니트라이며 면적은 8,805km2, 인구는 1,859,540명(2004년 기준)이다. 2개 주(케니트라 주, 시디카셈 주)를 관할했다. 2015년에 실시된 행정 구역 개편에 따라 폐지되었다.